# Judo-Juniorenweltmeisterschaften 2009
Die Judo-Juniorenweltmeisterschaften 2009 wurden vom 22. bis 25. Oktober 2009 in der Stade Pierre de Coubertin in Paris, Frankreich, abgehalten.

## Ergebnisse

### Frauen
| Gewichtsklasse     | Gold              | Silber           | Bronze                 |
| ------------------ | ----------------- | ---------------- | ---------------------- |
| - 44 kg            | Tomoka Yomogita   | Katharina Menz   | Antonieta Galleguillos |
| - 44 kg            | Tomoka Yomogita   | Katharina Menz   | Ebru Sahin             |
| - 48 kg            | Sarah Menezes     | Hiromi Endo      | Derya Cibir            |
| - 48 kg            | Sarah Menezes     | Hiromi Endo      | Mi-Ri Kim              |
| - 52 kg            | Majlinda Kelmendi | Shahar Levy      | Chiho Kagaya           |
| - 52 kg            | Majlinda Kelmendi | Shahar Levy      | Tugba Zehir            |
| - 57 kg            | Hedvig Karakas    | Juul Franssen    | Tina Trstenjak         |
| - 57 kg            | Hedvig Karakas    | Juul Franssen    | Aiko Uryu              |
| - 63 kg            | Sayuri Yamamoto   | Sea-Rom Song     | Vlora Bedeti           |
| - 63 kg            | Sayuri Yamamoto   | Sea-Rom Song     | Mariana Silva          |
| - 70 kg            | Haruka Tachimoto  | Lucie Perrot     | Daria Davydova         |
| - 70 kg            | Haruka Tachimoto  | Lucie Perrot     | Abigél Joó             |
| - 78 kg            | Akari Ogata       | Kayla Harrison   | Mayra Aguiar           |
| - 78 kg            | Akari Ogata       | Kayla Harrison   | Luise Malzahn          |
| + 78 kg            | Larisa Cerić      | Iryna Kindzerska | Sandra Jablonskytė     |
| + 78 kg            | Larisa Cerić      | Iryna Kindzerska | Kanae Yamabe           |
| Quelle: Judoinside |                   |                  |                        |

### Männer
| Gewichtsklasse     | Gold              | Silber                | Bronze               |
| ------------------ | ----------------- | --------------------- | -------------------- |
| - 55 kg            | Toru Shishime     | İlqar Müşkiyev        | Sheng-Ting Huang     |
| - 55 kg            | Toru Shishime     | İlqar Müşkiyev        | Lukasz Kielbasinski  |
| - 60 kg            | Hirofumi Yamamoto | Tumurkhuleg Davaadorj | Ilyas Izmagilov      |
| - 60 kg            | Hirofumi Yamamoto | Tumurkhuleg Davaadorj | Florent Urani        |
| - 66 kg            | Junpei Morishita  | Grzegorz Lewinski     | Zsolt Gorjanacz      |
| - 66 kg            | Junpei Morishita  | Grzegorz Lewinski     | Kenneth Van Gansbeke |
| - 73 kg            | Yuki Nishiyama    | Vitalii Popovych      | Thibault Dracius     |
| - 73 kg            | Yuki Nishiyama    | Vitalii Popovych      | Lasha Zurabiani      |
| - 81 kg            | Loïc Pietri       | Magomed Magomedov     | Yannick Gutsche      |
| - 81 kg            | Loïc Pietri       | Magomed Magomedov     | Tomohiro Kawakami    |
| - 90 kg            | Quedjau Nhabali   | Archil Shinjikashvili | Grigori Minaskin     |
| - 90 kg            | Quedjau Nhabali   | Archil Shinjikashvili | Daiki Nishiyama      |
| - 100 kg           | Lukáš Krpálek     | Tomasz Domanski       | Tobias Mol           |
| - 100 kg           | Lukáš Krpálek     | Tomasz Domanski       | Alejandro San Martin |
| + 100 kg           | Eun-Saem Cho      | Magomed Nazhmudinov   | André Breitbarth     |
| + 100 kg           | Eun-Saem Cho      | Magomed Nazhmudinov   | Domenico Di Guida    |
| Quelle: Judoinside |                   |                       |                      |